# Palyas locuples
Palyas locuples là một loài bướm đêm trong họ Geometridae.